# Diuretikum

Chlorothiazid, první bezpečné a masivně nasazované diuretikum

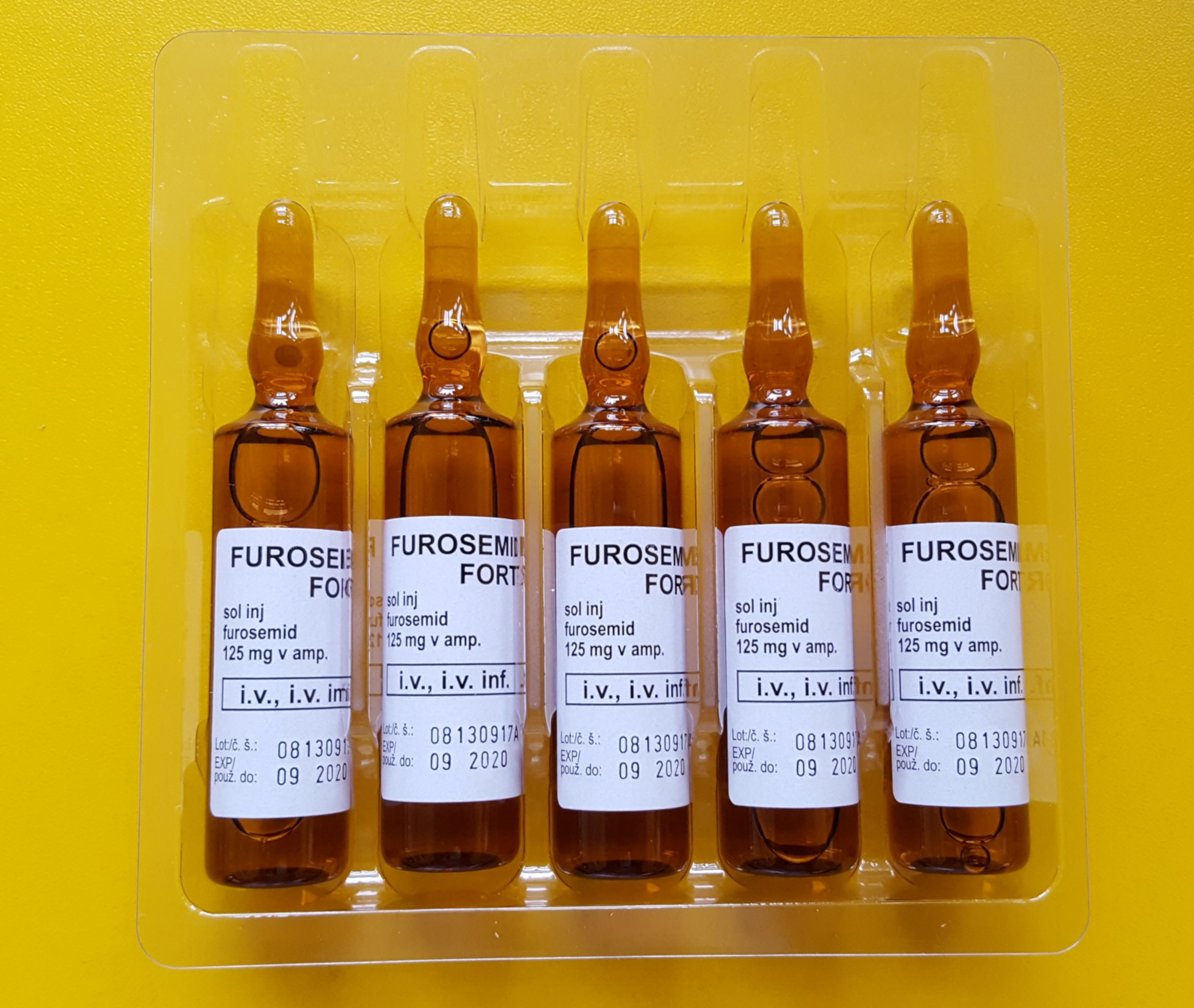
125mg furosemid v ampuli k intravenóznímu podání

Diuretikum je léčivo či rostlinná droga navozující zvýšenou diurézu (vylučování) vody a elektrolytů v moči. Vedle navození diurézy se na výsledném efektu podílejí i jiné mechanismy, např. vasodilatační složka.
První diuretika se začala objevovat v 18. století. Britský lékař William Withering ze sušených listů náprstníku připravil tzv. digitalis, který především povzbuzuje srdeční činnost, ale díky tomu mimo jiné pracuje také jako diuretikum. Digitalis se používal na léčbu otoků (edémů), zejména oteklých nohou. V roce 1957 bylo připraveno první thiazidové diuretikum, chlorothiazid. Stalo se prvním bezpečným lékem na vysoký krevní tlak. Prvním objeveným diuretikem Henleovy kličky byl roku 1965 furosemid.
Opačný efekt mají tzv. antidiuretika.

## Rozdělení

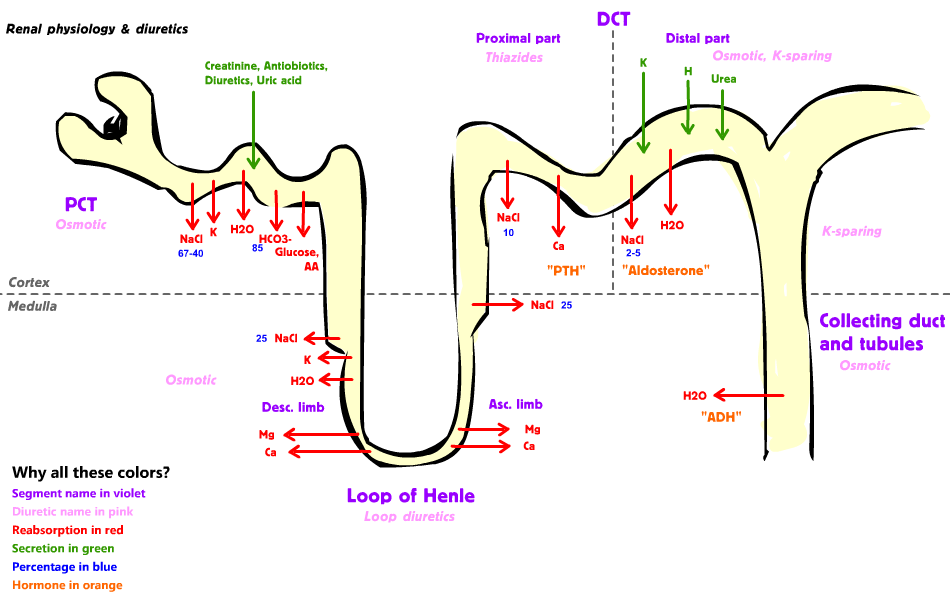
Schematická kresba nefronu: vyznačena jsou místa, kde účinkují různá diuretika

Jsou známy tři hlavní třídy diuretik:
- Thiazidová diuretika – zamezují zpětnému vstřebávání sodíku z moči do krve. Bez vhodné stravy bohaté na draslík často způsobují hypokalémii, stav nedostatku draselných iontů v těle. Patří k nim např. chlorothiazid a hydrochlorothiazid.[1]
- Diuretika Henleovy kličky – zamezují zpětnému vstřebávání sodíku a draslíku v Henleově kličce ledvinových nefronů a naopak podporují jejich exkreci. Spolu s nimi se následně do moči natahuje i voda a vzniká tak vyšší objem definitivní moči. K známým diuretikům této skupiny patří bumetanid, furosemid a torsemid.[1]
- Draslík šetřící diuretika – jsou šetrnější z hlediska draselné rovnováhy v těle, ale kvůli tomu mohou někdy způsobit až hyperkalémii, nadměrnou hladinu draselných iontů v krvi.[1]

Diuretika mohou mít řadu méně vážných i vážnějších vedlejších účinků. K těm častějším patří nevolnost a malátnost, vyrážky, citlivost na světlo, zvýšená glykémie a neschopnost kontrolovat močení. K vzácnějším patří porucha sluchu, snížení množství bílých či červených krvinek a zánět slinivky.

## Zneužívání
Diuretika jsou někdy zneužívána těmi, kteří chtějí odstraněním vody z těla snížit svou tělesnou hmotnost. Tento fenomén byl pozorován u osob s poruchami příjmu potravy, u anorektiků a bulimiků. Někdy je užívají i sportovci, kteří se před závodem potřebují dostat do své váhové kategorie – sportovní pravidla však užívání diuretik zakazují. Všem hrozí nebezpečná dehydratace.